# Алкид (опера Бортнянского)
Алкид (итал. Alcido) — опера Д. Бортнянского в 3 действиях на либретто на итальянском языке П. Метастазио. Впервые поставлена в Венеции, 1778 года; в Киеве впервые прозвучала 17 января 1984 года (концертное исполнение в Государственной филармонии УССР на итальянском языке). Существуют два перевода этой оперы на украинский язык — Н. Литвинца (изданный «Музыкальной Украиной» 1985 года) и М. Стрихи (не публиковался, в этом переводе опера была исполнена на сцене Киевского дома ученых Обществом камерной оперы под руководством народной артистки Украины Натальи Свириденко в 2000 году).
В основе либретто — аллегория философа V века. до н. э. Продика, известная в изложении Ксенофонта. Древнегреческий герой Алкид (Геракл) встретил на перепутье двух женщин: одна из них олицетворяла Порочность, другая — Добродетель. Несмотря на искушения и порочности, он выбрал Честность. В опере олицетворением двух противоположных героинь стали Эдонида и Аретея. Эдонида рисует перед Алкидом мир наслаждений и радостей, тогда как Аретея не скрывает, что на праведном пути героя ждут опасности и испытания, требующие немалого мужества. Сделать выбор юноше нелегко, но он не боится испытаний и побеждает искушения. Эдонида признает его правоту и решает разделить его героические деяния.
Опера написана в традициях оперы-сериа, со значительным влиянием тогдашних новаторских течений, которые приближали оперу к драме. В частности, в отличие от традиций сериа, в опере задействовано только четыре персонажа (партии контр-тенора, тенора, лирического и драматического сопрано). Образ главного героя раскрыт в развитии, показаны различные состояния его души. К новаторским особенностям можно отнести также тенденцию к драматизации речитативов, в частности переживания и сомнения главного героя раскрываются через речитативы accompagnato. Значительную драматургическую функцию играет хор.

## Структура
| 1. Увертюра Акт I - сцена 1: № 1. Речитатив. № 2. Ария - сцена 2: № 3. Речитатив. № 4. Ария. № 5. Речитатив - сцена 3: № 6. Ария — Речитатив. № 7. Речитатив. № 8. Ария. № 9. Речитатив. № 10. Ария. № 11. Речитатив. № 12. Хор - сцена 4: № 13. Танец духов | Акт II - сцена 1: № 14. Речитатив. № 15 Каватина - сцена 2: № 16. Речитатив - сцена 3: № 17. Речитатив - сцена 4: № 18. Хор (4:16) - сцена 5: № 19. Речитатив. № 20. Ария - сцена 6: № 21. Речитатив. № 22. Ария | - сцена 7: № 23. Речитатив. № 24. Ария - сцена 8: № 25. Речитатив. № 26. Ариозо - сцена 9: № 27. Хор. № 28. Танец Фурий Акт III - сцена 1: № 29. Хор - сцена 2: № 30. Речитатив. № 31. Ария. № 32. Речитатив. № 33. Хор |